# Federico Macheda
Federico Macheda (n. 22 august 1991, Roma, Italia) este un fotbalist italian, care joacă pe post de atacant la Asteras Tripolis în Superliga Greacă. Pe plan internațional, are prezențe la națională pentru Italia U16⁠(d), Italia U17⁠(d), Italia U19⁠(d) și Italia U21⁠(d).

### Goluri pentru Națională

##### U-21
| #  | Data              | Stadion                                 | Adversar    | Scor | Resultat | Competitie |
| -- | ----------------- | --------------------------------------- | ----------- | ---- | -------- | ---------- |
| 1. | 17 noiembrie 2010 | Stadio Bruno Recchioni, Fermo, Italia   | Turcia U-21 | 1–0  | 2–1      | Amical     |
| 2. | 17 noiembrie 2010 | Stadio Bruno Recchioni, Fermo, Italia   | Turcia U-21 | 2–0  | 2–1      | Amical     |
| 3. | 8 februarie 2011  | Stadio Carlo Castellani, Empoli, Italia | Anglia U-21 | 1–0  | 1–0      | Amical     |
| 4. | 24 martie 2011    | Stadio Giglio, Reggio Emilia, Italia    | Suedia U-21 | 3–0  | 3–2      | Amical     |

## Statistici
| Club                | Sezon            | Capionat | Capionat | Cupa     | Cupa   | Cupa Ligii | Cupa Ligii | Competiție Europeana | Competiție Europeana | Altele[1] | Altele[1] | Total    | Total  |
| Club                | Sezon            | Apariții | Goluri   | Apariții | Goluri | Apariții   | Goluri     | Apariții             | Goluri               | Apariții  | Goluri    | Apariții | Goluri |
| ------------------- | ---------------- | -------- | -------- | -------- | ------ | ---------- | ---------- | -------------------- | -------------------- | --------- | --------- | -------- | ------ |
| Manchester United   | 2008-09          | 4        | 2        | 1        | 0      | 0          | 0          | 0                    | 0                    | 0         | 0         | 5        | 2      |
| Manchester United   | 2009–10          | 5        | 1        | 0        | 0      | 3          | 0          | 2                    | 0                    | 0         | 0         | 10       | 1      |
| Manchester United   | 2010–11          | 7        | 1        | 0        | 0      | 3          | 0          | 2                    | 0                    | 0         | 0         | 12       | 1      |
| Sampdoria           | 2010–11          | 14       | 0        | 2        | 1      | –          | –          | –                    | –                    | –         | –         | 16       | 1      |
| Sampdoria           | Total            | 14       | 0        | 2        | 1      | 0          | 0          | 0                    | 0                    | 0         | 0         | 16       | 1      |
| Manchester United   | 2011–12          | 3        | 0        | 0        | 0      | 2          | 1          | 1                    | 0                    | 0         | 0         | 6        | 1      |
| Manchester United   | Total            | 19       | 4        | 1        | 0      | 8          | 1          | 5                    | 0                    | 0         | 0         | 33       | 5      |
| Queens Park Rangers | 2011–12          | 1        | 0        | 1        | 0      | 0          | 0          | 0                    | 0                    | 0         | 0         | 2        | 0      |
| Queens Park Rangers | Total            | 1        | 0        | 1        | 0      | 0          | 0          | 0                    | 0                    | 0         | 0         | 2        | 0      |
| Totalul carierei    | Totalul carierei | 35       | 4        | 3        | 1      | 8          | 1          | 5                    | 0                    | 0         | 0         | 51       | 6      |